# Židé v Laosu
Laos nemá žádnou stálou židovskou komunitu. Ovšem díky otevření se této komunistické země zahraničním turistům, získalo hnutí Chabad v roce 2006 povolení umístit své zastoupení ve městě Luang Prabang, kde mladý rabín Avraham Leitner poskytuje jídlo a přístřeší židovským cestovatelům. Celkem se v Laosu nacházejí čtyři trvale žijící Židé, kteří obsluhují izraelské turisty a diplomaty navštěvující Laos. Podle celosvětového průzkumu Anti-Defamation League, neziskové organizace bojující proti antisemitismu, byl Laos k roku 2014 nejméně antisemitskou zemí na světě.